# Retorta
Retorta byla původně tzv. křivule tj. baňka se zahnutým dlouhým krkem sloužící jako jednoduchý destilační přístroj k destilování zejména kapalin.
Později byl  výraz retorta používán pro nádoby a komory určené k suché destilaci, například při výrobě svítiplynu. V retortách se vyrábí částečně odplyněné retortové uhlí (kovářské uhlí). Také dřevěné uhlí se dnes vyrábí v retortách. I komory koksárenských baterií jsou v podstatě retortami.
Dnes je výraz retorta používán v souvislosti s využíváním tzv. retortových hořáků, které jsou součástí moderních automatických kotlů na tuhá paliva a které fungují na principu suché destilace.
Princip retortového hořáku spočívá ve spodním přívodu paliva, které se nejprve přivádí horizontálním šnekovým podavačem a potom v koleni (retote) mění svůj směr a je vytlačováno do hořáku, kde se mísí ze spalovacím vzduchem a popel je vytlačován ven přes okraje nádoby do popelníku.